# Cropia templada
Cropia templada är en fjärilsart som beskrevs av William Schaus 1906. Cropia templada ingår i släktet Cropia och familjen nattflyn. Inga underarter finns listade i Catalogue of Life.